# 24-Höfe
24-Höfe bzw. (als ehemalige Gemeinde) Vierundzwanzig Höfe ist seit 1974 ein Ortsteil der zwischen 604 und 710 Meter über NN liegenden Gemeinde Loßburg im Landkreis Freudenstadt in Baden-Württemberg.
24-Höfe ist eine Streusiedlung bestehend aus einzelnen Weilern, Einzelhöfen und Doppelhöfen. Die einzelnen Siedlungen liegen verstreut auf der Buntsandstein-Hochfläche östlich über der jungen Kinzig. Die 13,6 Quadratkilometer große Fläche ist mit 259 Einwohnern (Stand März 2011) dünn besiedelt und wird überwiegend für Viehwirtschaft genutzt.

## Geschichte
Die Höfe „auf den Bergen“, wie sie einst genannt wurden, schlossen sich 1831 zusammen. Die 18 Höfe des Ehlenbogener Stabes und die fünf Höfe des Peterzeller Stabes, vormals Reutiner Stab, bildeten dann 1835 eine politische Gemeinde und bauten auf dem Trollenberg ein Schul- und Rathaus. So wurde dieser Weiler politischer Mittelpunkt der neu gegründeten Gemeinde. Die sogenannten „Stäbe“ waren Verwaltungseinheiten des Klosteramtes Alpirsbach. Das Kloster erwarb seit 1297 nach und nach vom in Geldnot geratenen Adel Güter „auf den Bergen“.
Zu den 18 Höfen des Ehlenbogener Stabes (Ehlenbogen im Kinzigtal) zählten:
- Weiler – (4 Höfe)
- Äußerer Vogelsberg – (4 Höfe)
- Innerer Vogelsberg – (2 Höfe)
- Vorderer Stuhlhof – (1 Hof)
- Hinterer Stuhlhof – (1 Hof)
- Romishorn – (3 Höfe)
- Grabenhof – (1 Hof)
- Trollenberg – (2 Höfe)

Den 5 Höfen des Peterzeller Stabes (vormals Reutiner Stab) waren zugeordnet:
- Birkhof – (1 Hof)
- Eichhof – (1 Hof)
- Greuthof – (1 Hof)
- Lindenbuch – (2 Höfe)

Den ursprünglich 23 Höfen, wie die Höfe der beiden genannten Stäbe schon früher bezeichnet wurden, schloss sich der edelmännische Trollenberg (bis 1805 sterneckisch) kirchlich und schulisch an. Dieser Hof gehörte aber politisch weiterhin zur Gemeinde Wälde.
1128 ist zum ersten Mal ein Besitzer auf den Bergen bei Romishorn genannt, nämlich Manegolt von Beilstein („Manegolt de bilstein“). Vogelsberg ist 1297 erstmals erwähnt. Sattler berichtete 1793 von einer früheren Burg Vogelsberg. Das ehemalige Dorf, Innerer und Äußerer Vogelsberg, hatte zusammen mit seinem Gerichtsstuhl, den Stuhlhöfen, eine umfangreiche Markung. 1460 sind im Vogelsberg 21 und im Stuhl vier Lehnsgüter genannt.
Vom Vogelsberg aus zog Thomas Maier im Bauernkrieg 1525 mit dem Haufen vor Wald nach Dornstetten, Neuneck, Glatt, Sulz, Herrenberg und Böblingen. Nach der verlorenen Schlacht bei Böblingen (12. Mai 1525) wurde er auf der Flucht im Zinsbachtal bei Pfalzgrafenweiler gefangen genommen und in Tübingen enthauptet. Lux Pfau von Romishorn und Hans Scherer aus Loßburg führten den Reutiner Stab gegen das Kloster Alpirsbach und danach weiter nach Schenkenzell, Schiltach, Wolfach, Romberg, Schapbach und Rippoldsau. Sie kamen nach der Niederlage ins Gefängnis nach Wolfach. Im Februar 1526 entließ sie die Gräfin Elisabeth von Fürstenberg, nachdem die beiden Aufrührer Urfehde geschworen hatten.
1953/54 baute die Gemeinde ein neues Schulhaus, das heute als Gemeindehaus dient. Die Grundschüler besuchen die Grundschule in Betzweiler-Wälde, die Haupt- und Realschüler das Schulzentrum in Loßburg.
Am 1. Juli 1974 wurde Vierundzwanzig Höfe nach Loßburg eingemeindet.

## Kirchliches
Kirchlich gehörten die Höfe auf den Bergen bis 1947 zur Pfarrei Dornhan. Seitdem ist 24-Höfe Filiale der 1892 gegründeten evangelischen Pfarrei Betzweiler.
Die Flurnamen Killberg (= Kilchberg, Kirchberg) und Widum auf dem Vogelsberg lassen auf eine abgegangene Kirche in dem ehemaligen Dorf schließen.